# Estación de Collblanc
Collblanc es una estación de las líneas 5, 9 y 10 del Metro de Barcelona situada en el barrio homónimo de Hospitalet de Llobregat. El 8 de septiembre de 2018 llegó la línea 10 siendo así su cabecera.
La estación está situada debajo de la carretera de Collblanc, entre la Travessera de les Corts y la calle Francesc Layret en Hospitalet de Llobregat y es la estación más cercana al Camp Nou y por consiguiente, al Museo del FC Barcelona, una de las atracciones turísticas más visitadas de Cataluña.

## Historia
La estación de Collblanc fue proyectada por primera vez en 1954, cuando el Ayuntamiento de Barcelona acordó la creación de una nueva línea de metro, bautizada como Transversal Alto (actualmente L5). Concretamente, esta estación formaba parte de un ramal que uniría la estación ubicada en la Carretera de Sans, que venía dando servicio al Metropolitano Transversal (actual L1) y la avenida de San Ramón Nonato, con dos estaciones intermedias, la de Badal y la de Collblanch.
Tras ser aprobado, el proyecto del Transversal Alto se mantuvo prácticamente una década en suspenso, hasta que fue reactivado en 1963, cuando el Consejo de Ministros acordó el llamado Plan de Urgencia para el Desarrollo de la Red de Metro de Barcelona. El 7 de noviembre de 1964 la empresa Dragados y Construcciones inició la construcción del tramo entre Sants y la estación de Collblanc, bautizada entonces como San Ramón. Finalmente, el 3 de noviembre de 1969 Barcelona inauguró su nueva línea de metro, el Transversal Alto, que discurría entre las estaciones de Rambla Cataluña (actualmente Diagonal) y San Ramón (actualmente Collblanc). Al acto inaugural asistieron el ministro de Obras Públicas, Federico Silva Muñoz, el ministro de Gobernación, Tomás Garicano Goñi y el alcalde de Barcelona, José María de Porcioles, entre otras autoridades.
La estación de San Ramón funcionó como cabecera del Transversal Alto (luego renombrado como Línea V) hasta la prolongación de la línea a Pubilla Casas, inaugurada el 5 de febrero de 1973 por el ministro de Obras Públicas, Gonzalo Fernández de la Mora.
En 1982 la estación cambió su nombre por Collblanc, al tiempo que la Línea V adoptó la numeración arábiga y pasó a llamarse Línea 5.
En 1999 la estación fue sometida a una remodelación integral, siguiendo un proyecto de los arquitectos Sánchez Piulats. También se llevaron a cabo obras para adaptar la línea de peaje a las personas de movilidad reducida, posteriormente se construyó el vestíbulo de las líneas L9/L10, que sustituyó a la salida de Sant Ramón (que fue cerrada) y que incluye los ascensores que dan acceso a los andenes de la L5, completando así su accesibilidad.
El Plan Director de Infraestructuras 2001-2010, elaborado por la Autoridad del Transporte Metropolitano, preveía que la estación de Collblanc se convierta en un intercomunicador con las futuras prologaciones de las líneas 9 y 10. Originalmente estaba previsto que las obras, finalizaran en 2014, pero, más tarde, se revisó el calendario de la obra extendiendo esta previsión hasta 2016. El 12 de febrero de 2016 se puso en funcionamiento la línea 9 del metro junto al equipamiento para personas con movilidad reducida. Mientras que la línea 10 llegó el 8 de septiembre de 2018 siendo así su cabecera.
| << cabecera                   | < estación   | línea  | estación >         | cabecera >>        |          |
| ----------------------------- | ------------ | ------ | ------------------ | ------------------ | -------- |
| Metro                         |              |        |                    |                    |          |
| Cornellà Centre               | Ernest Lluch |        | Badal              | Vall d'Hebron      |          |
| Aeroport T1                   | Torrassa     |        | Zona Universitària | Zona Universitària |          |
| Aeroport T1                   | Torrassa     | (20??) | Camp Nou           | Can Zam            |          |
| ZAL - Riu Vell Pratenc (20??) | Torrassa     |        | Camp Nou           | terminal           | terminal |
| Pratenc                       | Torrassa     | (20??) | Camp Nou           | Gorg               |          |